# Leonie Felle
Leonie Felle (* 17. Mai 1979 in Lindenberg im Allgäu) ist eine deutsche Bildende Künstlerin und Musikerin.

## Leben
Leonie Felle studierte von 2001 bis 2004 an der Staatlichen Fachakademie für Fotodesign in München und schloss die Ausbildung als Fotodesignerin ab. Im Anschluss studierte sie von 2004 bis 2011 an der Akademie der Bildenden Künste München in der Bildhauerklasse von Olaf Metzel als Meisterschülerin. Die Künstlerin lebt in München und Rott am Inn.

## Künstlerisches Werk

### Bildende Kunst
Leonie Felles Arbeiten entwickeln sich im Zusammenspiel unterschiedlicher Medien und künstlerischer Ausdrucksformen und verweisen oftmals auf Zeitkonstruktion(en), auf Anachronismen und Vergänglichkeit. Die Künstlerin nutzt Fotografie, Installation, Text und Sound, um narrative Strukturen zu entwickeln und eine produktive Spannung zwischen den einzelnen Elementen anzulegen.

### Musik
Musik und Performance nehmen in Felles Werk neben ihrer bildhauerischen Arbeit einen gleichberechtigten Platz ein.

„Viele Arbeiten von Leonie Felle entstehen aus Liedern oder werden durch diese ergänzt. Es sind vertonte Texte und Songs, die wie Tagebucheinträge anmuten, intensiv und intim gleichermaßen. Neben diesem Einsatz musikalischer Elemente, verfolgt die Künstlerin mit der Band »Leonie singt« zudem auch eine performative, musikalische Praxis bei der die Texte auf der Bühne und im Zusammenspiel der MusikerInnen und vor Publikum live performt eine veränderte Zuschreibung erfahren“

Als Autorin und Komponistin ihrer Lieder tritt Felle unter dem Namen „Leonie singt“ seit 2009 mit Jakob Egenrieder (Bass), Hagen Keller (Gitarre und Akkordeon) und Sascha Schwegeler (Schlagzeug) auf. Die Band wird vom Münchner Independent-Label „Gutfeeling Records“ vertreten.

### Gemeinschaftsprojekte
Leonie Felle arbeitet regelmäßig mit anderen Künstlern und Künstlerinnen zusammen und nimmt an gemeinschaftlichen Projekten teil. 2019 entwickelte sie zusammen mit Beate Engl und Franka Kaßner das prekäre Singspiel PREKÄROTOPIA, das im Kunstbau der Städtischen Galerie im Lenbachhaus uraufgeführt wurde. Seit 2011 wirkt sie in der Kunstinitiative COLLABORATION_ mit, die ohne institutionelle Anbindung internationalen Austausch von Künstlern und Künstlerinnen initiiert.

## Auszeichnungen und Förderungen
- 2022: Arbeitsstipendium Stiftung Kunstfonds Bonn
- 2019: Kunstpreis der Bayerischen Akademie der Schönen Künste für PREKÄROTOPIA. Ein prekäres Singspiel von Beate Engl, Leonie Felle und Franka Kaßner.[5]
- 2017: Stipendium an der Cité Internationale des Arts Paris durch das Bayerische Staatsministerium für Wissenschaft und Kunst[6]
- 2013: Debütantenförderung der LfA Förderbank Bayern und des Bayerischen Staatsministeriums für Wissenschaft und Kunst und des Kulturreferats der Landeshauptstadt München durch die Galerie der Künstler (BBK)
- 2012: Bayerischer Kunstförderpreis in der Sparte Bildende Kunst – Spezialfach Performance des Bayerischen Staatsministeriums für Wissenschaft und Kunst

## Ausstellungen und Projekte (Auswahl)
- 2020: Prekärotopia – Ein prekäres Singspiel von Beate Engl, Leonie Felle und Franka Kaßner, A.K.T;[7] Pforzheim
- 2019: Prekärotopia – Ein prekäres Singspiel von Beate Engl, Leonie Felle und Franka Kaßner, Kunstbau in der Städtische Galerie im Lenbachhaus, München[8]
- 2018: Pause (prelude), Haus der Kunst, München
- 2018: Alle Räder stehen still – Deutsches Hutmuseum Lindenberg
- 2017: Nur ein Ausschnitt – Cité Internationale des Arts Paris
- 2017: 36 – Die ersten Jahre der Professionalität, Galerie der Künstler, München
- 2016: Jahresgaben, Schwarz-Weiß-Grau, Kunstraum München
- 2016: Die Gabe (Teil 2), Video mit Beate Engl – Magazin 4, Kunstverein Bregenz
- 2015: Die Gabe (Teil 1), Song mit Beate Engl – DG-Galerie, München[9]
- 2015: Jetzt ist auch später – Kunstpalais Liechtenstein, Feldkirch
- 2015: Tapetenraum, Federkiel, München[10]
- 2014: And I beat the time back to life – Kunstverein Friedrichshafen
- 2014: Der Tag verging – Galerie Espantor, Isny[11]
- 2014: Die zeiten: more than fifteen minutes – Halle 14, Leipzig[12]
- 2013: Die Welt von Oben – Zeppelin Museum, Friedrichshafen[13]
- 2013: Debütanten 2013 – Galerie der Künstler, München
- 2013: Vordemberge-Gildewart-Stipendium – Kunstmuseum Liechtenstein, Vaduz[14]
- 2013: Bayerische Kunstförderpreise 2012 – Galerie der Künstler, München
- 2012: 5×2, Münchner Künstler und ihre Netzwerke – Lothringer 13 Halle, München
- 2012: +6/2012 shortlist – Columbus-Förderpreis, Kunsthalle Ravensburg[15]
- 2011: Gira la Testa – Galleria Gentili, Prato/Italien

Projekte mit COLLABORATION_
- 2018: COLLABORATION_11, "Supermonaco", Artspace BOAN 1942, Seoul und Stadtmuseum Gwangju, KOR
- 2015: COLLABORATION_7, "Memories", Fotodoks Festival, Münchner Stadtmuseum
- 2014: COLLABORATION_7, "Munich – Mostar – Belgrade", Galeriji Corovica Kuca – Mostar, BHI / Rotonda – Belgrad, RS
- 2014: COLLABORATION_8, "Spring Cleaning", mit "Woman with talents", Kunst im öffentlichen Raum, Karlsplatz München
- 2013: COLLABORATION_Symposium,"Do you need anybody?", Schaustelle/Pinakothek der Moderne, München
- 2013: COLLABORATION_6, "All ready made in China", Fei Contemporary Art Center, Schanghai, CHN
- 2012: COLLABORATION_5, "Samstarf_5", Galleri BOX, Akureyri und Verksmidjan Halteyri, IS

Kunst am Bau
- 2019: „Click Clock – Bahn frei!“, Quivid – Kunst am Bau der Stadt München, interaktive Skulptur im Innenraum, Kinderkrippe München
- 2015: „Tapetenwechsel“, privater Auftraggeber, Fotoinstallation im Außenraum, Wohngebiet München
- 2014: „Interference“, Staatliches Bauamt München, Fotografisches Wandbild im Innenraum, Hochschule München

## Diskografie
- 2020: Horizont. Leonie singt (Vinyl – LP, CD, Album), Gutfeeling Records-GF074
- 2019: Prekärotopia. Engl / Felle / Kaßner, (12″ Vinyl – LP, Album), Limited Edition, Gutfeeling GF070[16]
- 2018: Remembering Nico. Das Hobos & Franz Dobler, Leonie Singt & G.Rag / Zelig Implosion Deluxxe, (7″ Spilt, Vinyl – Single), Gutfeeling GF068
- 2015: Leonie singt (Vinyl – LP, CD, Album), Gutfeeling GF045[17]
- 2011: I am here. Leonie Felle, (7″ Vinyl – Single), Limited Edition, Eigenverlag
- 2012: Antipitationssong. Leonie Felle & Mama Baer und Kommissar Hjuler, (7″ Split, Lathe-Single), Psych.KG 087

## Publikationen
- 2019: Prekärotopia. Begleitheft zur Ausstellung, Text und Hrsg.: Stephanie Weber, Matthias Mühling. Städtische Galerie im Lenbachhaus und Kunstbau München, ISBN 978-3-88645-199-9.
- 2017: 36 – Die ersten Jahre der Professionalität. Text: Anja Lückenkemper, Hrsg.: Galerie der Künstler, Berufsverband Bildender Künstler. ISBN 978-3-945337-10-3.
- 2015: Das Kunstwerk und seine Gesellschaft. Buch zur Ausstellungsreihe ›die zeiten: More Than Fifteen Minutes‹, Friedrichshafen / Leipzig 2015, Text und Hrsg.: Jörg van den Berg
- 2015: Auf Wiedersehen! Unbedingt! Katalog zum Künstlersymposium Betzigau. Verlag Tobias Dannheimer, ISBN 978-3-88881-078-7.
- 2013: And I beat the time back to life. Leonie Felle. Texte: Daniela Stöppel, Jörg van den Berg, HgHrsgGalerie der Künstler, ISBN 978-3-9814998-8-9.
- 2013: Vordemberge-Gildewart-Stipendium 2013. Kunstmuseum Liechtenstein. Bucher Verlag, Vaduz, ISBN 978-3-99018-191-1.
- 2013: Die Welt von Oben. Text: Frank-Thorsten Moll, Hrsg.: Zeppelin Museum Friedrichshafen. ISBN 978-3-00-043729-8.
- 2012: +6 / 2012. Shortlist Columbus Förderpreis. Columbus Art Foundation. Revolver Publishing, ISBN 978-3-86895-244-5.